# Bildegg

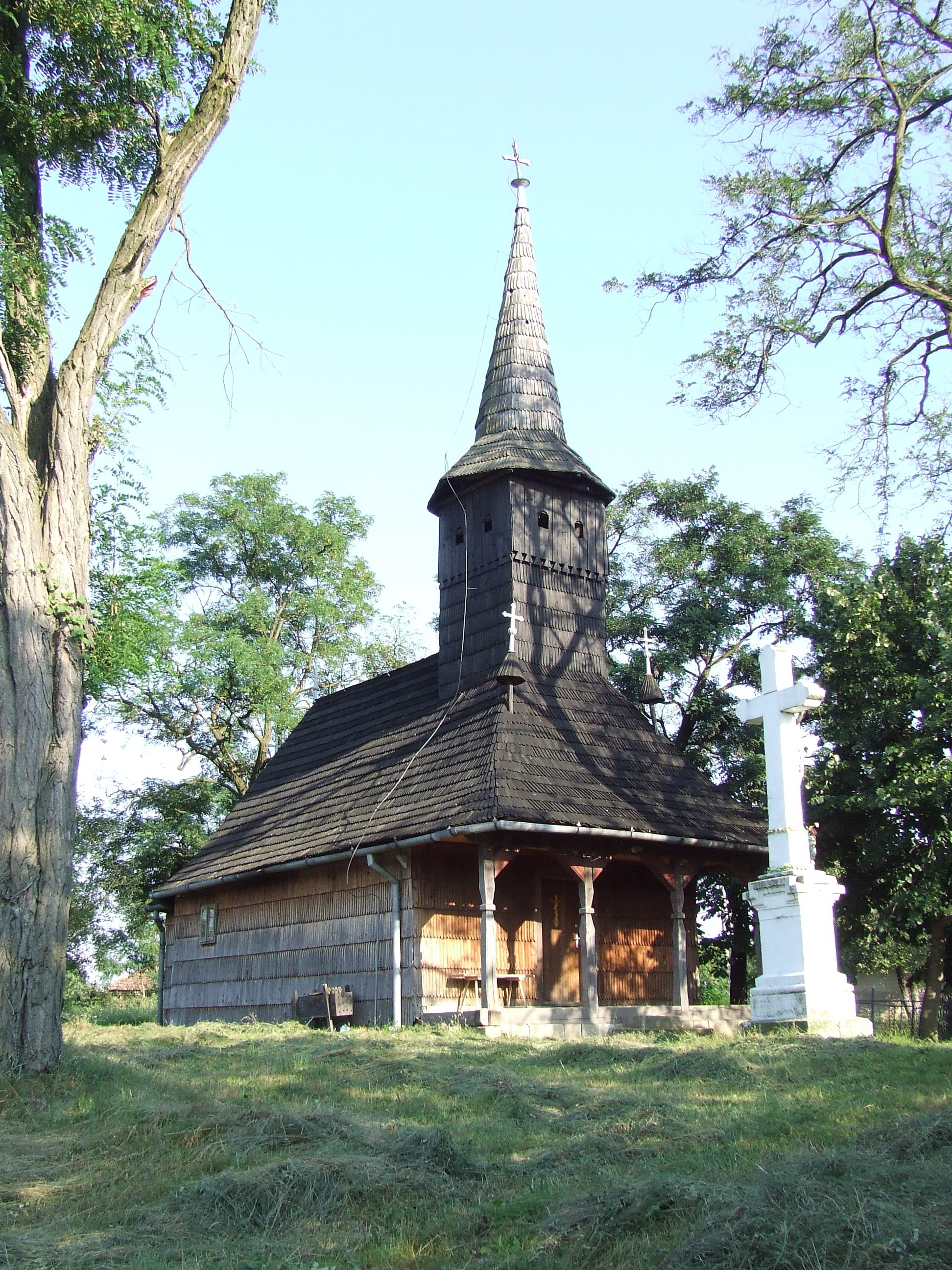
Holzkirche in Bolda

Bildegg (rumänisch Beltiug [ˈurzitʃenʲ], ungarisch Krasznabéltek) ist eine Gemeinde im Kreis Satu Mare in Rumänien.

## Geographie
Bildegg liegt im Nordwesten Rumäniens am Drum național 19A, 13 Kilometer südwestlich von Erdeed. Die Entfernung zur Kreishauptstadt Satu Mare (Sathmar) beträgt etwa 32 Kilometer.
Bildegg gliedert sich in folgende Ortschaften:
- Beltiug (dt. Bildegg), 1320 Einwohner
- Ghirișa, 726 Einwohner
- Rătești (dt. Sagass), 689 Einwohner
- Șandra (dt. Alexanderhausen), 233 Einwohner
- Giungi, 203 Einwohner
- Bolda, 107 Einwohner

## Bevölkerung
Die Volkszählung 2011 ergab folgende ethnische Zusammensetzung der Bevölkerung: 35,09 % Rumänen, 31,53 % Ungarn, 17,99 % Roma, 11,4 % Deutsche, 3,96 % Sonstige. Die Gemeinde ist unter denen mit dem höchsten Anteil an Rumäniendeutschen.

## Politik
Der Lokalrat in Bildegg besteht aus 13 Räten und setzt sich zurzeit aus fünf Mitgliedern der Nationalliberalen Partei, drei Mitgliedern der Demokratische Union der Ungarn in Rumänien, jeweils zwei Mitgliedern der Partei für Rumänien und des Demokratischen Forums der Deutschen in Rumänien und einem Mitglied der Sozialdemokratischen Partei zusammen.